# Nagrada Zvono
Nagrada ZVONO, godišnja nagrada za mlade likovne umjetnike (do 35 godina starosti)
Naziv nagrade simbolički i vrijednosno označava i njen smisao. Nagrada nosi ime po ličnosti ili umjetničkoj pojavi, grupi važnoj za razvoj i povijest moderne/suvremene umjetnosti u svakoj od zemalja u kojoj se nagrada dodjeljuje.
Nagrada za Bosnu i Hercegovinu dobila je ime po umjetničkoj grupi ZVONO koju su 1982. godine u Sarajevu osnovali Aleksandar Bukvić, Sadko Hadžihasanović, Narcis Kantardžić, Sead Čizmić, Biljana Gavranović i Kemal Hadžić. Oni grupi daju ime po kafeu ZVONO u kome se najčešće okupljaju. Kao tek završeni studenti Akademije likovnih umjetnosti u Sarajevu, upućeni u suvremene umjetničke tokove, ne čekaju da budu prepoznati u postojećem sustavu umjetnosti. Željni promjene, formiraju grupu koja će djelovati van institucija i na način do tada nepoznat i nepriznat u našoj umjetničkoj sredini. Organiziraju umjetničke akcije, performanse, izložbe na najneuobičajenijim mjestima: barovima, ulicama, izlozima trgovina, u prirodi. Njihove grupne akcije (igre na stadionima, parodije i zabave) izraz su generacijske samoidentifikacije, dok svako od njih u svom individualnom radu traži i razvija vlastitu plastičnu formu i poetiku u širokom spektru "Nove slike" ("New Image") osamdesetih godina. Aktivnost grupe ZVONO (posebno njen izrazito aktivistički odnos prema kulturnom prostoru u kojem djeluje) predstavlja najradikalnije 'ponašanje’ na umjetničkoj sceni Bosne i Hercegovine toga vremena.
Početkom rata u bivšoj Jugoslaviji većina članova raselila se po svijetu, od Europe do Amerike i Kanade.

## Vanjske poveznice
- Nagrada Zvono  Arhivirana inačica izvorne stranice od 24. rujna 2010. (Wayback Machine)